# Радлув (город)
Радлув (пол. Radłów)  —  город  в Польше, входит в Малопольское воеводство,  Тарнувский повят.  Имеет статус городско-сельской гмины. Занимает площадь 16,83 км². Население — 4275 человек (на 2004 год). Статус города получил в 2010 году.

## История
Краткая история Радлува и его окрестностей
Название города и района, вероятно, произошло от древнего сельскохозяйственного орудия под названием «радло» (что означает сошник, т.е. деревянный плуг) или вспаханного поля. Однако. эта гипотеза недостаточно документирована. Самые первые исторические заметки с упоминанием Радлова можно найти в «Краковском кодексе собора» под 1080 годом нашей эры, когда в Радлове был основан приход. Ещё одно упоминание о Радлове относится к 1236 году, когда правил Генрих I Бородатый. Князь Краковский. Согласно «Монографии о цистерцианском аббатстве в Могиле», именно в 1236 году Вислав, епископ Краковский, посетил Радлув. 1241 год нашей эры принёс Радлову беспрецедентное поражение. Когда бесчисленные татарские орды достигают области, местная деревянная церковь сгорает, а напуганные жители ищут убежища в труднодоступном лесу. Никто не знает, сохранилась ли деревня или нет, но в течение следующих нескольких десятилетий Радлув сохранял статус Айовы. Только во время правления Казимира Великого он вновь обретает силу. Краковское епископство затем занимает Ян Грот из Слупы, который на собственные средства строит церковь в Радлове. Костёл просуществовал нетронутым до 1915 года. Радлов также часто упоминал известный польский летописец Ян Длугош. 3 мая 1448 г. отмечается визит в Радлув кардинала Збигнева Олесницкого, епископа Краковского. В 1450 г. Збигнев Олесницкий снова приезжает в Радлув, на этот раз с краковским капитулом. чтобы отделить своё поместье от шляхетских деревень Забава и Здрочец. 
Шведское вторжение в Польшу в 1655-1660 гг
В 1655 г. область разоряется шведами. На полях Радлова происходит крупное сражение с активным участием местных жителей. Как пишет историк Пеканский, «население деревень, принадлежавших краковскому епископу, мужественно противостояло шведским разбойникам и, сгруппировавшись в партизанские отряды, часто пускало под косу целые отряды. «1656 и 1657 годы ознаменовались поражением Радлова и его окрестностей. Венгерская армия под предводительством Гжегожа Ракоци вместе с казаками подожгла деревню, сжёг её часть; к счастью, церковь осталась невредимой.
наводнения
Из-за своего расположения на бурной реке Дунаец вся территория подвергалась частым сильным наводнениям. Ян Длугош упоминает о наводнениях 1118, 1221, 1252 и 1253 годов. Однако самое крупное из них произошло в 1270 году. Вот как его описывает Ян Длугош: «С 22 июня до середины августа проливные дожди шли непрерывно весь день. и ночь, и таким образом реки Висла, Раба и Дунаец вышли из берегов, затопив землю и превратив поля и леса в пустыню». «Ежегодник Краковского отделения» отмечает под тем же самым годом, что «21 июля произошёл неслыханный разлив рек, особенно Вислы, Рабы и Дунайца, который в значительной степени утопил людей, скот и других существ, что По полям можно было бродить на лодке, как по рекам, а змеи и птицы находили убежище в высоких деревьях, а также в домах, при условии, что кому-то удавалось выжить, поэтому, несмотря на прилив [...] За наводнением последовал большой трёхлетний голод, в результате которого погибло множество людей… », Два следующих сильных наводнения Дунаец и Висла приходятся на 1468 год. и 1533. Как записано в «Liberum memorabilium» Станиславом Хозюшем, тогдашним приходским священником Радлова, Дунаец доходил до порога церкви, с мутными водами, катящимися вокруг, неся людей, а также всевозможные товары и имущество. . «Последние наводнения обрушились на Радлув и его окрестности в 1647, 1671, 1724, 1774, 1788, 1813, 1844 и 1903 годах. Наводнение 1934 года достигло поразительных масштабов. Всё началось 17 июля и длилось почти неделю, когда воды Дунайца, Ушвии и Бялы слились в одно море, над которым едва торчали крыши домов и верхушки деревьев. Сам Радлув был окружён водой, даже частично затоплены с востока и севера. Высвобожденный Дуйнаец вернулся в своё первоначальное русло, разрушив высокую стену к югу от поместья. Принимая во внимание угрозу голода и эпидемий, правительство организовало помощь в виде продовольственной помощи, а также бесплатного посева хлебных пайков. Буйный нрав Дунайца удалось обуздать только плотиной, построенной в Чорштыне в конце XX века, что сделало жизнь местных жителей, проживающих вдоль реки, гораздо более спокойной и мирной.
История Радлова во время разделов
Как год первого раздела Польши, 1772 год становится настоящим прорывом для Радлова. Именно в том же году под управлением Кайетана Ялтыка, епископа Краковского, было конфисковано поместье Радлув, перешедшее под контроль Бохненского округа. В 1819 году площадь Радлова даруется императором Иосифом II в знак благодарности и признания. к графу Хампешу. Затем поместье приобретает у последнего Раденфельд, который строит впечатляющий дворец в Радлове в 1844 году. Примерно в это же время поместье Радлов покупает семья Хелц из Кракова, чтобы затем перейти в руки профессора Ягеллонского университета. Страшевский, в конце концов перешедший во владение Доланских. Крепостное право было окончательно отменено при правлении Франца Иосифа I (1849 -1850). В 1873 году в Радлове разразилась эпидемия холеры. унося многочисленные жизни. За этим последовал в 1880 году такой голод, что местные жители питались сорняками и корой деревьев. Вторая половина XIX века приносит с собой увеличение эмиграции в Германию. Дания и США. Период непосредственно перед Первой мировой войной стал для Радлова действительно творческим. Развитию села способствует двор, заседавший здесь почти сто лет. Также создаётся добровольная пожарная дружина. Именно в это время (в 1903-1905 годах) возводится здание суда и школы (состоящее из двух классных комнат, двух комнат и кухни для директора школы).
Первая мировая война
В 1914 году, когда разразилась Первая мировая война, ожесточённые бои на линии Дунайца превратили весь район Радлув и его окрестности в пустыню. Старинная церковь, построенная в 1337 году, сгорела вместе с пресвитерией и прилегающими к ней постройками. Потери скота достигли 95%. Население страдало от голода и крайней нищеты. В результате ожесточённых боёв сгорели также деревни Седлец, Бискупице-Радловске, Глув и Ленка. Измученных жителей эвакуировали в Боржецин и более отдалённые сёла. Весь район Радлова был полем боя. Дворец и здание школы были частично повреждены. Как только русские отступили, началась реконструкция. Древесина доставлялась по железной дороге и сплавлялась на плотах по Дунайцу. Благодаря полуторагодовой деятельности. Глов, Санока, и Ленка Седлецкая были подняты из руин. В 1918 году, после четырёх лет войны, когда Польша снова свободна, тяжёлые раны залечиваются, и на развалинах возникает новая жизнь. Новый таунхаус был построен в Радлове в 1924-1925 годах. 17 июля 1934 года в этом районе произошло сильное наводнение, которое длилось целую неделю. 7 и 8 сентября 1939 г. в районе Радлув, Нивка, Бискупице Радловске, Воля Радловска и Вал Руды произошло сражение между польскими и немецкими войсками. В результате 31 дом и хозяйственные постройки были сожжены дотла. В 1939 году в районе Радлув, Нивка, Бискупице Радловске, Воля Радловска и Вал Руды произошло сражение между польскими и немецкими войсками. 

## Известные уроженцы
- Бухта, Рихард (1845—1894) — австро-венгерский путешественник, фотограф и писатель, исследователь Африки.